# Lycorina xanthozonata
Lycorina xanthozonata là một loài tò vò trong họ Ichneumonidae.